# 岩手県立美術館
岩手県立美術館（いわてけんりつびじゅつかん、IWATE MUSEUM OF ART）は、岩手県盛岡市にある美術館。

## 概要
2001年10月に開館した。盛岡駅の西側、盛岡市中央公園に位置し、萬鐵五郎、松本竣介、舟越保武といった岩手県にゆかりのある作家の作品を中心に展示している。
博物館法の登録博物館である。

## 開館時間等
- 開館時間 - 9:30－18:00(入館は17:30まで)
- 休館日 - 月曜日(祝休日の場合、直後の平日休館)、年末年始(12月29日－1月3日)

## 主な所蔵作品
萬鐵五郎
- 赤い目の自画像
- 木の間から見下ろした町
- 水着姿

松本竣介
- 序説
- 黒い花
- 人

舟越保武
- 青い魚
- 原の城
- LOLA

それ以外の作品については、公式サイトを参照。

## 建築概要

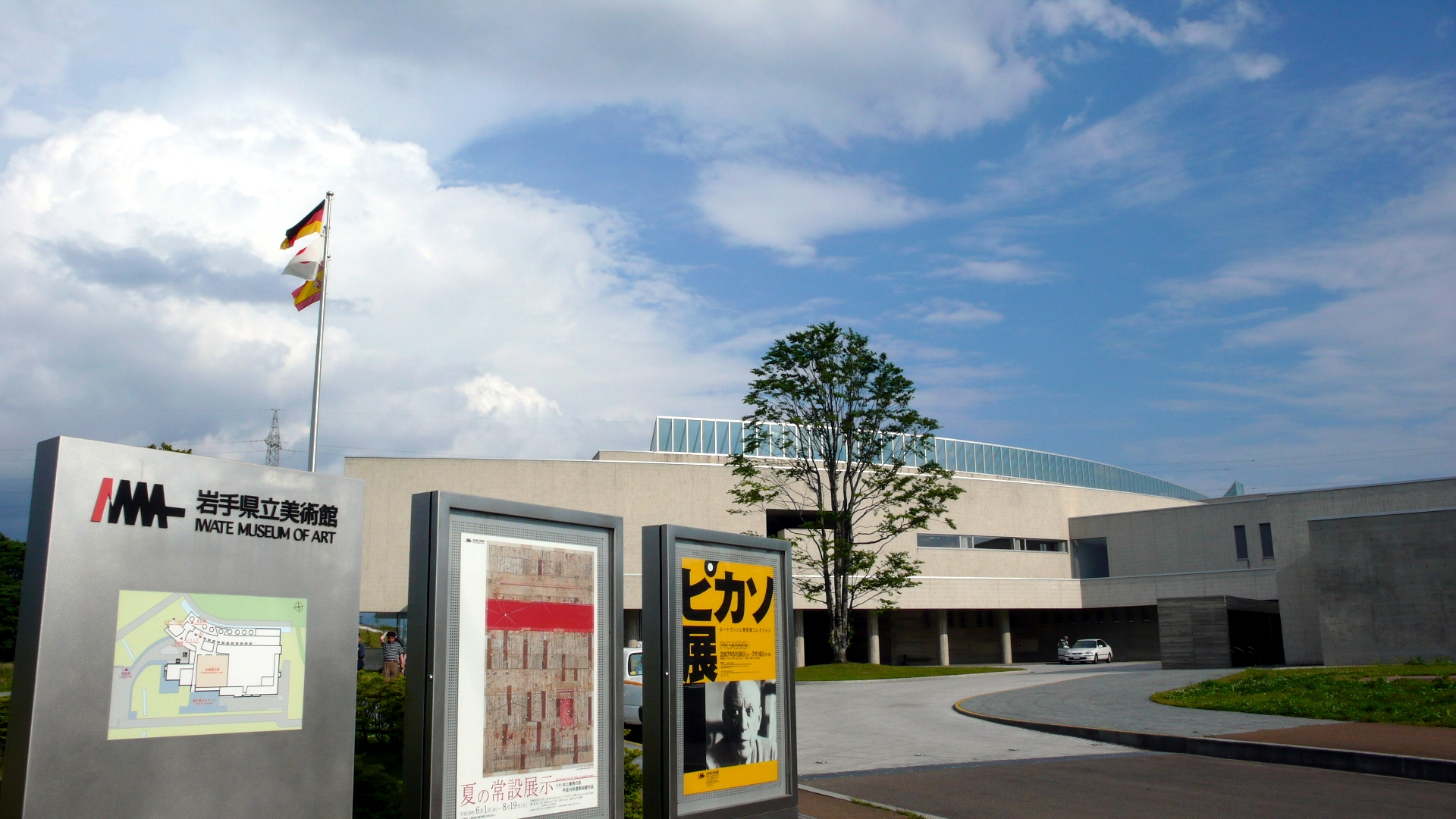
外観

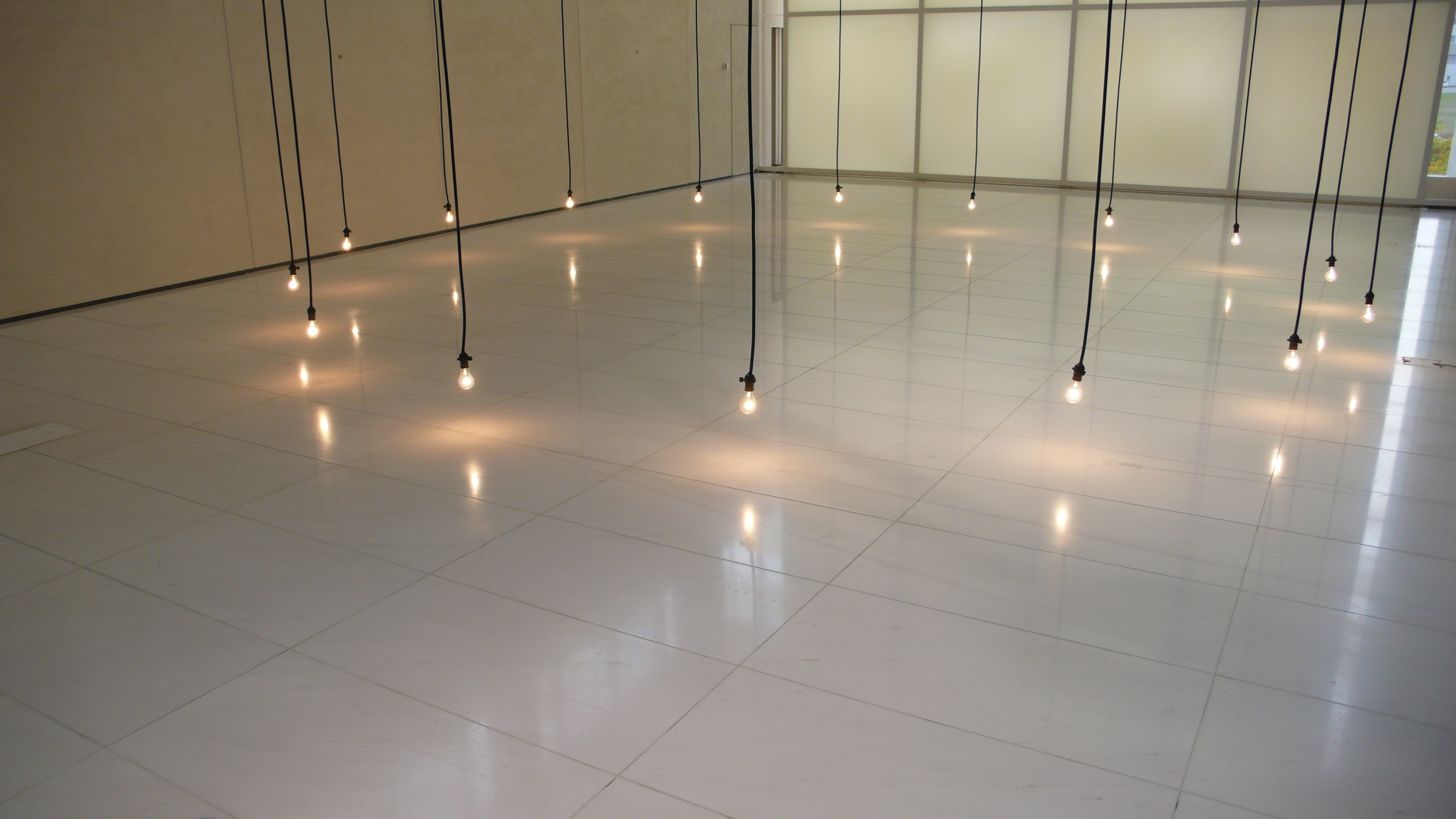
展示室

- 敷地面積 - 21,157.35 平方メートル
- 建築面積 - 10,061.66 平方メートル
- 延床面積 - 13,000.00 平方メートル
- 階数 - 地上2階
- 最高高さ - 16.84 メートル
- 構造種別 - 鉄筋コンクリート造・鉄骨鉄筋コンクリート造・鉄骨造
- 建築主 - 岩手県
- 設計 - 岩手県教育委員会事務局美術館整備室・株式会社日本設計
- 監理 - 岩手県総務部施設管理課・株式会社日本設計
- 施工 - 建築 佐藤工業・菱和建設・高弥建設特定共同企業体
- 電気設備 - ユアテック・奥村電気商会・電友社特定共同企業体
- 空調設備 - 日立プラント建設・双葉冷暖房・盛福水道工業特定共同企業体
- 衛生設備 - テクノ菱和・綜合設備産業・長内工業特定共同企業体